# تزوراخت (نكور)
تزوراخت هي إحدى مشيخات المملكة المغربية، تتبع جغرافيا لإقليم الحسيمة وإداريًا لنكور. يقدر عدد سكانها بـ 8602 نسمة حسب الإحصاء الرسمي للسكان والسكنى لسنة 2004.